# Marguerite Macé-Montrouge
Marguerite Macé-Montrouge, nacida Victoire Macé, (París, 24 de marzo de 1836-ibídem, 26 de noviembre de 1898) fue una mezzosoprano y actriz francesa. Se convirtió en actriz profesional a los 14 años y fue una de las primeras integrantes de la compañía de Jacques Offenbach, antes de disfrutar de una larga carrera en los escenarios París y en otros lugares.

## Biografía
Nació en París el 24 de marzo de 1836. Criada por su abuela en Batignolles, estudió en el Conservatorio de París con Provost de 1848 a 1850. Apareció en la École lyrique en La Fille terrible y La Veuve de quinze ans debutando en el Théâtre du Gymnase en 1850, donde pasó tres años interpretando papeles de farsa.
Para Offenbach cantó en los estrenos de Entrez Messieurs, Mesdames en 1855 (Titi), Une nuit blanche en 1855 (Fanchette), Le rêve d'une nuit d'été en 1855 (Rosita), La Chatte métamorphosée en femme en 1858 (Marianne), Orfeo en los infiernos en 1858 (La Opinión Pública) y Le beau Pâris en Eldorado en 1869 (Hélène). También creó a Véronique en El doctor Milagro de Bizet (1857).
En 1860, junto con Zulma Bouffar, viajó a Lieja y regresó en 1862 a París al Teatro de la Porte Saint-Martin con Pied de mouton. Luego realizó una gira por Bruselas, donde conoció a su futuro marido, Montrouge, que cantaba en el Atelier, regresando a la capital francesa para una serie de éxitos en el Folies Marigny.
Después de viajar a El Cairo con su esposo y cantar un amplio repertorio de opereta allí con él, se unió a la compañía del Théâtre de l'Athénée en París.
Las creaciones posteriores incluyeron a Madame Jacob en Joséphine vendue par ses soeurs en 1886 y La Sérona en Miss Helyett en 1890.
Fue la directora de La Tertulia, un café-concierto en la rue de Rochechouart desde octubre de 1871 hasta septiembre de 1873. Uno de sus últimos triunfos fue en L'Hôtel du libre échange de Feydeau en el Théâtre des Nouveautés en 1894. Falleció en París el 26 de noviembre de 1898.